# Bailey (Nouveau-Brunswick)
Pour les articles homonymes, voir Bailey.
Bailey est une communauté rurale canadienne située dans le comté de Sunbury dans la province du Nouveau-Brunswick. Elle avait une population d'environ 98 habitants en 2001. Son élévation moyenne est de 764 pieds.

## Annexe
- Comté de Sunbury